# Tarier des prés
Saxicola rubetra
Espèce
Statut de conservation UICN

 LC  : Préoccupation mineure
Le Tarier des prés (Saxicola rubetra) ou Traquet tarier est une espèce paléarctique migratrice de passereaux insectivores appartenant à la famille des Muscicapidae.
Il était autrefois commun et typique des milieux prairiaux biodiversifiés de basse-montagne et aussi de plaine (mais alors principalement en zone alluviale riche en prairies naturelles et pâturages,, y compris légèrement bocagers ou les prés de fauche situés en zone inondable). Aujourd'hui, en 2021, le tarier des près est une des espèces d'oiseaux qui a connu le plus fort déclin en France depuis 2001 : ses effectifs ont chuté de 60 %.
Dans les inventaires naturalistes, cet oiseau est considéré comme bioindicateur de la qualité des prairies naturelles ou semi-naturelles et en particulier de leur diversité floristique et entomologique,. Pour cette raison il est aussi un indicateur de qualité ou de réussite de certaines mesures compensatoires et/ou de certains programmes agri-environnementaux
C'est un oiseau migrateur qui niche en Europe et en Asie occidentale, et qui hiverne en Afrique (en milieux ouverts, cultivés ou non tels que respectivement savane, jachères et champs de manioc, coton, etc.),,.

## Description

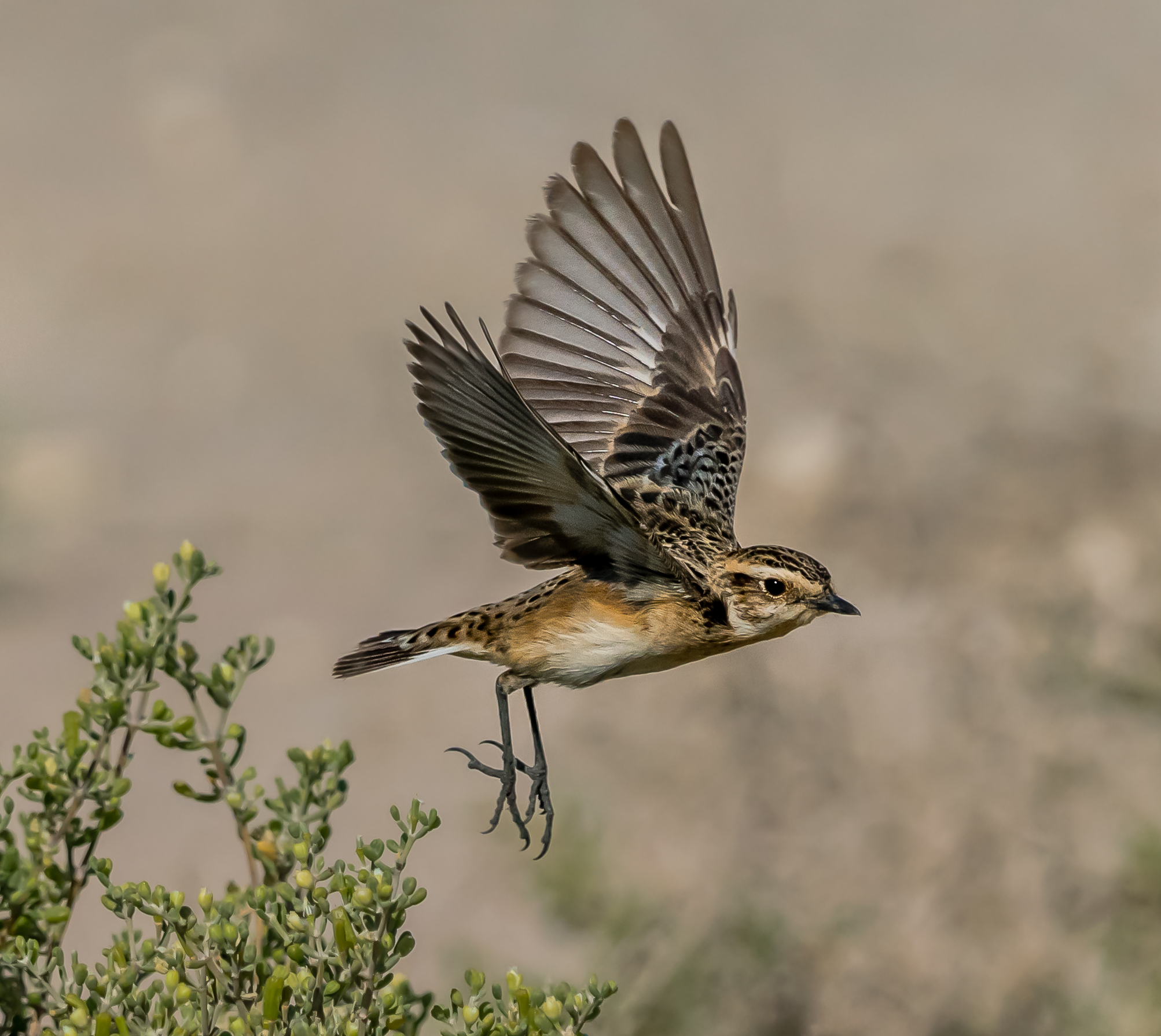
Un tarier des prés. Mai 2021.

Il mesure de 12 à 14 cm de long pour un poids de 13 à 26 g. Les deux sexes ont le dos beige taché de brun, la gorge et la poitrine chamois, un ventre chamois pâle à blanc, une queue noire avec du blanc à la base des plumes externes.
Le mâle en plumage nuptial a un masque noir sur la face, presque entièrement entouré par un sourcil et une bande malaire blanche, une gorge et une poitrine orange et de petites taches blanches sur les ailes. La femelle est plus terne avec un masque facial brun, une poitrine chamois pâle, un sourcil et une bande malaire beige et pas ou quelques petites taches blanches sur les ailes. Les jeunes mâles en plumage d'hiver sont semblables aux femelles sauf qu'ils ont toute l'année des taches blanches sur les ailes. Les jeunes n'ont pas de taches blanches sur les ailes et leurs sourcils sont peu marqués.

## Comportement[12]

### Alimentation
Le tarier des prés est Insectivore. A l'affût perché sur une haie ou à la lisière d'une clairière, ou bien en vol sur place au-dessus des herbes, il capture des papillons, des mouches et des carabes; il y ajoute des araignées et des petits vers.

### Reproduction

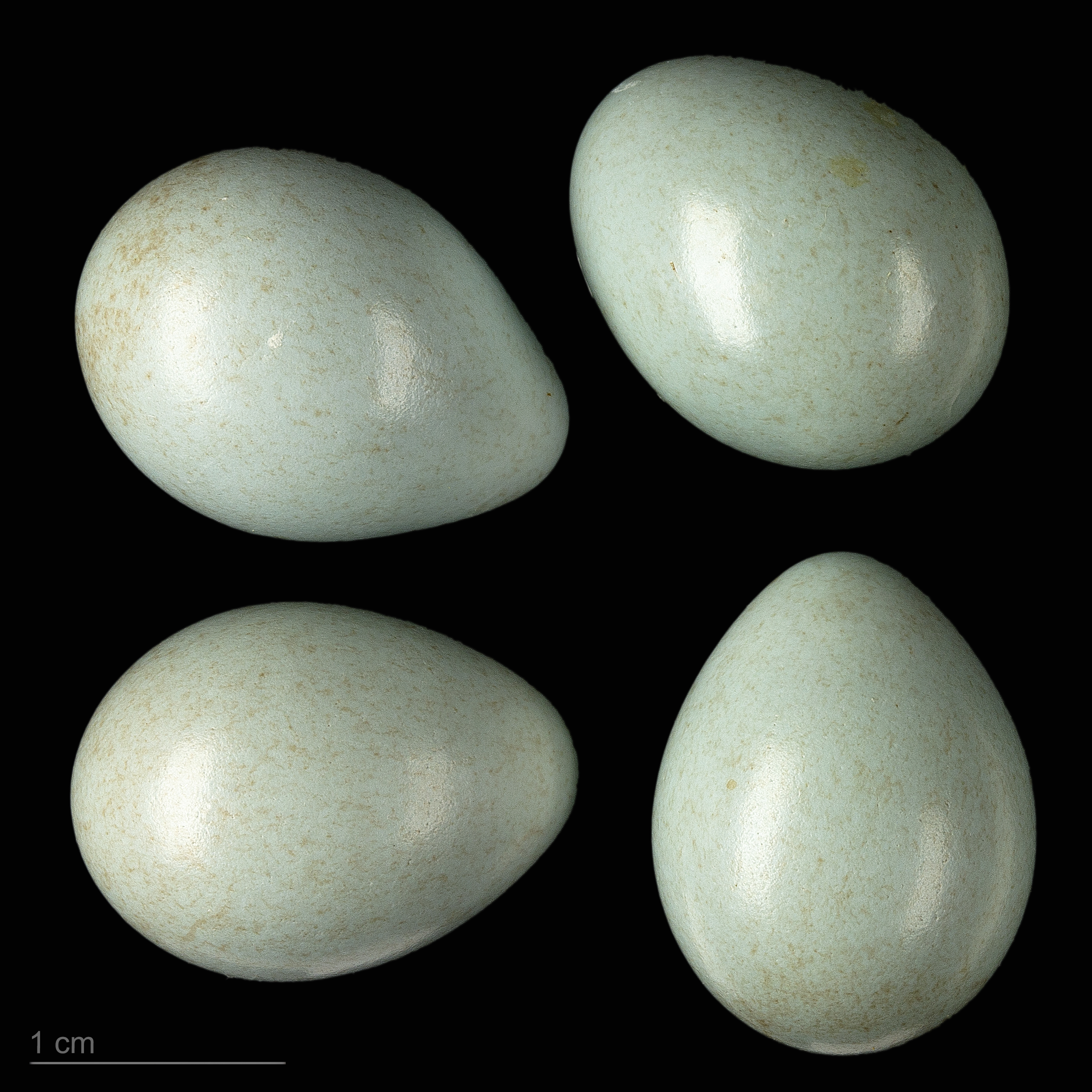
Oeufs de Saxicola rubetra - Muséum de Toulouse.

#### Site du nid
Le couple installe le nid, sur le sol dans une petite dépression bien dissimulé, parmi les herbes d'une prairie ou au flanc d'un talus. Les tariers des prés nichent jusqu'à 2420m d'altitude.

#### Nid
La femelle construit une coupe avec des herbes, des feuilles sèches, des radicelles et parfois des brins de mousse, puis elle la tapisse d'herbes fines et de crins, très rarement de plumes.

#### Nichée
Le couple réalise 1 ou 2 pontes annuelles. De 5 à 7 œufs bleu-vert, brillants, finement ponctués de roussâtre, sont pondus entre le début de mai et la mi-juillet, et couvés de 13 à 15 jours par la femelle. Les jeunes sont nidicoles et quittent le nid entre le 13e et le 16e jour.

### Longévité
Le tarier des prés peut atteindre l'âge de 5 ans.

## Répartition et habitat

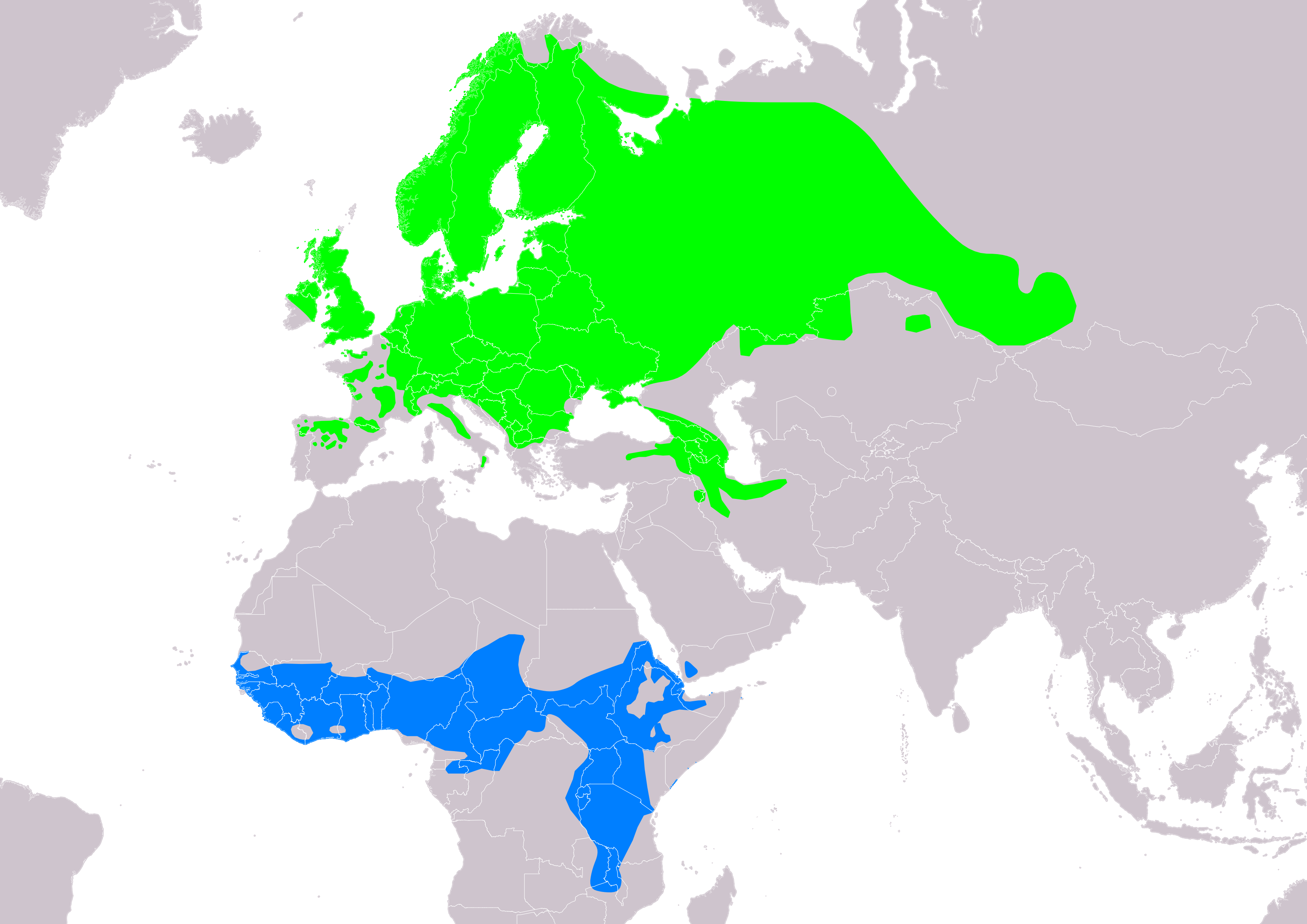
Aire de répartition du Tarier des prés (en vert, aire de reproduction ; en bleu, aire d'hivernage).

### Habitat
Oiseau typique des milieux prairiaux biodiversifiés de basse-montagne et aussi de plaine (principalement en zone alluviale riche en prairies naturelles et pâturages,, y compris légèrement bocagers ou les prés de fauche situés en zone inondable).

### Migration
Le tarier des prés est un grand migrateur nocturne, il quitte l'Europe d'août à octobre pour rejoindre les steppes d'Afrique tropicale. Les retours s'échelonnent d'avril à mai.
Les mâles quittent l'Afrique un peu plus tôt que les femelles.
Les groupes d'oiseaux quittent leurs zones africaines d'hivernage par groupes locaux, à partir de tâches écopaysagères.

### Hivernage
En Afrique, cette espèce se contente de milieux à faible diversité botanique, dont des zones surpâturées parfois (mais encore riches en insectes), alors qu'arrivé en Europe pour la reproduction, il recherche des milieux à biodiversité systématiquement plus élevée. En hivernage, l'espèce semble territoriale, mais rarement agressive, elle n'hésite pas à "coloniser" un milieu plus favorable à proximité de son territoire (ex parcelle de savane arborée dense récemment ouverte pour l'agriculture). Selon Dejaifve (1994), il passe l'essentiel de la journée sur un perchoir attitré où il guette les insectes, et en termes de chasse « il est plus actif tôt le matin et peu avant la nuit, même s'il continue de s'alimenter par les fortes chaleurs de l'après-midi (plus de 50 °C au soleil) » ; il se nourrit rarement au sol et il adopte un comportement de type gobe-mouche au moment des éclosions massives qui suivent les pluies. Durant l'hivernage, il ne chante que très rarement mais le mâle comme la femelle émet le même cri d'alarme qu'en Europe : « tectec » « fiu-tec-tec ».

## Le Tarier des prés et l'Homme

### État des populations, pressions, menaces
L'état de ses populations de cette espèce n'est pas exhaustivement connu, et il n'est pas officiellement classé parmi les espèces menacées par l'IUCN, mais cette espèce est depuis quelques décennies en déclin rapide sur toute son aire naturelle de répartition, dont en France (ex « régression de 90 % en vingt ans » en Alsace où il était autrefois commun, typique des plaines alluviales enherbées).
Les causes de sa régression sont multiples. Une publication de 2012 conclut que les causes de la régression de l’espèce ne sont pas à rechercher en Afrique ou sur le trajet de migration, mais en Europe dans les zones de reproduction.
Parmi les causes identifiées figurent la régression générale des insectes et de ses habitats naturels et semi-naturels,, avec notamment le remplacement des prairies par des peupleraies. On a aussi récemment (2003) montré que des « pratiques herbagères intensives » ont un effet négatif sur le taux et succès de reproduction de l'espèce. Les jachères n'existent pratiquement plus et une étude de 3 ans basée sur un suivi de 26 sites de reproduction et 19,5 territoires de reproduction en zone herbagère (collines d'Auvergne) a révélé un taux très élevé d'échec de reproduction (77 % de couvées en échec), « principalement en raison de récoltes précoces » (72 % des premières couvées sont détruites par une fauche précoce entre mi-mai et mi-juin, et seules 17 % de la première couvée était en moyenne couronnée de succès). 50 % des couples suivis ont tenté une seconde couvée dans la zone étudiée, mais 63 % des oisillons seront détruits par la seconde fauche faite fin juillet-début août (Le taux de réussite des couvées de remplacement est faible (37 %) mais néanmoins le double de celui des premières couvées). À la suite notamment de la vague de remembrement des années 1970-1980 et au développement de l'élevage hors sol, ses habitats sont devenus relictuels.
Comme de nombreuses espèces d'insectivores, il choisit un territoire, et il collecte de préférence les insectes les plus proches en revenant régulièrement à son point de départ (le nid en période de nidification). Si on lui offre (expérimentalement) une source de nourriture plus proche, il va la préférer et il semble toujours sélectionner la nourriture qui lui coûte moins de temps et d'énergie à rechercher ; la quantité et la qualité nutritive des insectes de son habitat sont deux éléments importants pour sa survie.

### Actions de restauration
Restaurer des prairies fleuries riches en insectes et un réseau d'habitats enherbés et ouverts favorables pourrait aider l'espèce à se reproduire, mais à condition qu'il n'y ait pas de fauches précoces, et il faut aussi que ces habitats restent relativement oligotrophes ; une autre étude a en effet montré que comme le Tarier pâtre, le Tarier des prés n'est pas tolérant vis-à-vis des fertilisations moyennes et fortes « puisqu'aucun nid n'est retrouvé dans les prairies ayant reçu plus de 60 kg d'azote/ha ».
Cette espèce est aujourd'hui mieux connue en zone alluviale de plaine, où elle trouve des milieux qui l'attirent inexorablement au printemps, mais son taux de reproduction y est devenu dramatiquement bas en raison de la rareté des zones non fauchées ou de fauche tardive. Ces territoires pourraient être des zones puits au sens de la théorie source-puits, et des pièges écologiques. Certains auteurs plaident donc pour une meilleure protection des populations d'altitude.
Elle pourrait bénéficier des jachères ou de certaines friches, mais la taille de la parcelle enfrichée a aussi une importance ; une étude ayant porté sur 400 hectares de champs arables abandonnées (94 camps de 0,1 à 83,5 ha) dans une zone d'agriculture intensive (54,8 km2 de la plaine polonaise de Wrocław SW Pologne). 101 territoires de tariers des prés y ont été inventoriés; tous dans des champs de culture abandonnés où se trouvait une couche de plantes vivaces sèches de l'année précédente bien développée (Tanacetum vulgare, Artemisia vulgaris, Solidago sp.). 60 % des 94 champs inventoriés étaient occupés par des tariers ; la probabilité de présence de l'oiseau était étroitement liée à la taille de la parcelle : seule la moitié des champs de moins de 1,8 ha était occupée alors que tous ceux de plus de 13 ha l'étaient. Des mâles célibataires occupaient 37,6 % des champs étudiés et ces champs étaient les plus petits. L'un des champs abandonnés contenait 14 territoires de tariers des prés et trente-trois n'en contenaient qu'un seul. La densité des territoires des tariers des prés était corrélée négativement avec la taille d'un champ abandonné.